# Nagata Takashi
Takashi Nagata (sinh ngày 13 tháng 4 năm 1972) là một cầu thủ bóng đá người Nhật Bản.

## Sự nghiệp câu lạc bộ
Takashi Nagata đã từng chơi cho Kyoto Purple Sanga.

## Thống kê câu lạc bộ

### J.League
| Đội                | Năm       | J.League | J.League | J.League Cup | J.League Cup | Tổng cộng | Tổng cộng |
| Đội                | Năm       | Trận     | Bàn      | Trận         | Bàn          | Trận      | Bàn       |
| ------------------ | --------- | -------- | -------- | ------------ | ------------ | --------- | --------- |
| Kyoto Purple Sanga | 1996      | 23       | 2        | 10           | 0            | 33        | 2         |
| Kyoto Purple Sanga | 1997      | 17       | 2        | 1            | 0            | 18        | 2         |
| Tổng cộng          | Tổng cộng | 40       | 4        | 11           | 0            | 51        | 4         |